# ماچی گینتوفت

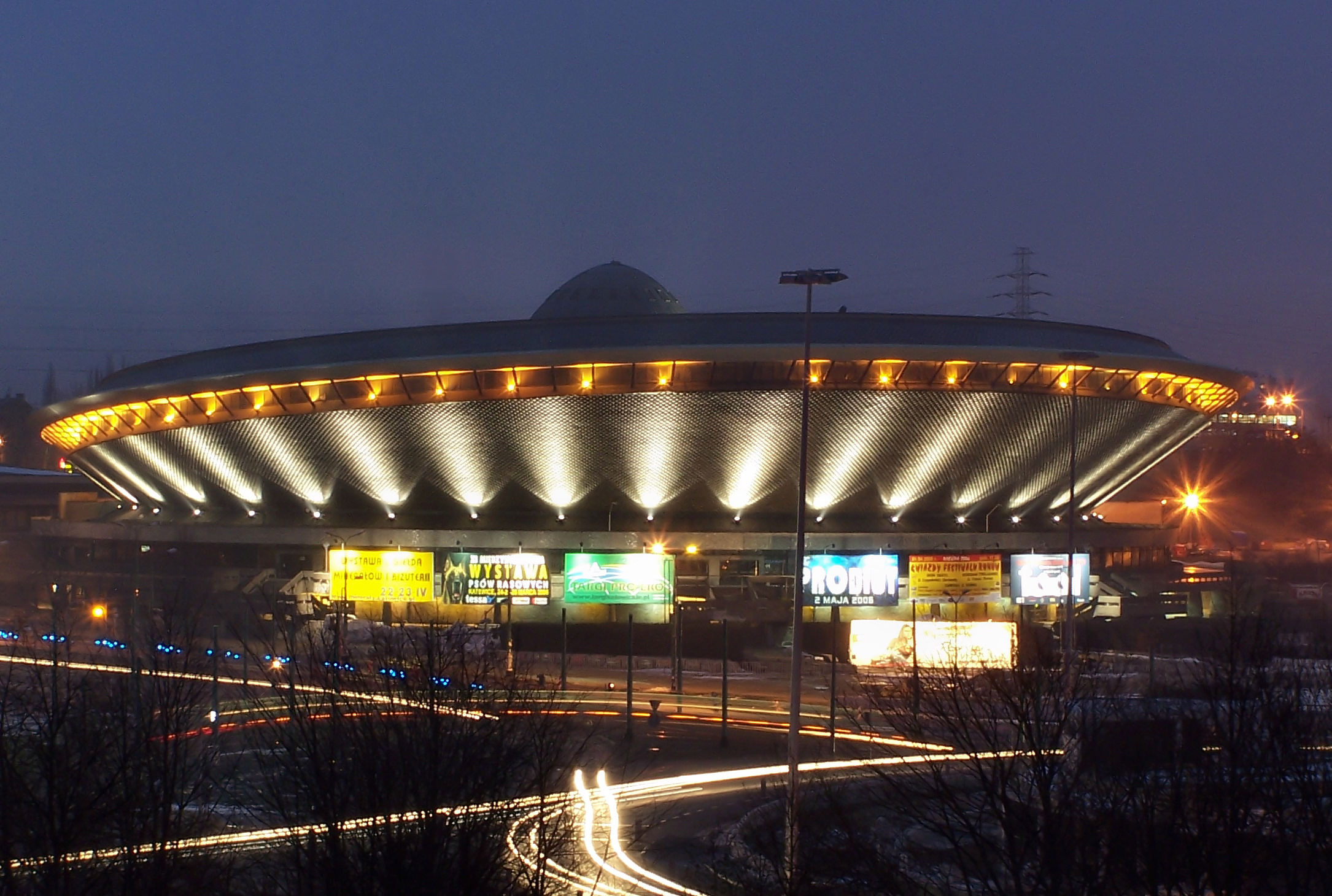
یکی از آثار معماری ماچی گینتوفت به همراه م. کراشینسکی

ماچی گینتوفت (لهستانی: Maciej Gintowt؛ ۱۰ فوریه ۱۹۲۷–۳۰ سپتامبر ۲۰۰۳) یک معمار اهل لهستان و رئیس دانشکده و استاد دانشگاه فناوری ورشو بود.
سبک معماری او «معماری مدرن» بود و در سال ۱۹۸۹ میلادی برندهٔ جایزه افتخاری انجمن معماران لهستان شد.
او طی جنگ جهانی دوم در ارتش میهنی می‌جنگید و پس از دستگیری و توقیف به اردوگاه کار اجباری ماوتهاوزن برده شد. پس از پایان جنگ و آزادی، او در دانشگاه فناوری شچچین و دانشگاه فناوری گدانسک تحصیل کرد و بعدها استاد و رئیس دانشکده دانشگاه فناوری ورشو شد.
وی در سن ۷۶ سالگی درگذشت و در گورستان پوونسکی به‌خاک سپارده شد. دختر او «کاتاژینا گینتوفت» یک نقاش و هنرمند گرافیک است.